# Thomas Granado
Thomas Sullivan Granado (Claremont (California), Estados Unidos, 4 de noviembre de 1988) es un jugador de baloncesto estadounidense. Con 2,08 metros de altura juega en la posición de pívot que actualmente está sin equipo.

## Trayectoria
Es un pívot formado académica y deportivamente en Whittier Christian HS. y en las universidades de Hope International - NAIA (2008-09), Citrus JC - JUCO (2009-10) y Universidad de Concordia at Irvine - Division II de la NCAA (2010-12).
Tras acabar su formación, el ‘cinco’ norteamericano adquiriría mucha experiencia y un amplio bagaje internacional, ya que jugaría en competiciones de Estados Unidos, Canadá, México, Japón y Argentina.
En enero de 2018, llega a España para jugar en las filas del Afanion CB Almansa de LEB Plata lo que restaría de la temporada 2017-18 y la 2018-19. En su primera temporada en LEB Plata promedió 16 puntos y 17 de valoración en 24 minutos de juego, realizando una buena fase de ascenso en Almansa.
En la temporada 2018-19 Tom Granado se erigió como pieza fundamental desde su llegada al conjunto manchego, ya que el jugador estadounidense disputaría 36 encuentros y una media de 28 minutos en cada uno de ellos, firmando grandes registros de 14,4 puntos (56% en tiros de dos), 7 rebotes, 1,3 asistencias, 0,8 tapones y un total de 15,4 créditos de valoración, que le avalaron su papel como pilar en el ascenso a Liga LEB ORO con el conjunto manchego.
En julio de 2019, se convierte en jugador del Club Baloncesto Ciudad de Valladolid de la Liga LEB Oro.
El 17 de agosto de 2020, firma con el Grupo Alega Cantabria de la Liga LEB Plata.
El 8 de diciembre de 2021, se desvincula del club cántabro.